# Villers-Poterie
Villers-Poterie (wa. Viyé-Potreye) – dzielnica (section) gminy Gerpinnes w Belgii, w Regionie Walońskim, w prowincji Hainaut, w okręgu Charleroi. 1 stycznia 2020 roku liczyła 1309 mieszkańców. Do 31 grudnia 1976 roku samodzielna gmina.

## Demografia
Liczba mieszkańców, stan na 1 stycznia:
| Rok                | 1930 | 1947 | 1961 | 2020 |
| ------------------ | ---- | ---- | ---- | ---- |
| Liczba mieszkańców | 655  | 586  | 764  | 1309 |